# Condylactis
Condylactis es un género de anémonas de mar de la familia Actiniidae.

## Especies
El Registro Mundial de Especies Marinas acepta las siguientes especies del género:
- Condylactis aurantiaca (Delle Chiaje, 1825)
- Condylactis gigantea (Weinland, 1860)
- Condylactis kerguelensis (Studer, 1879)
- Condylactis parvicornis Kwietniewski, 1898

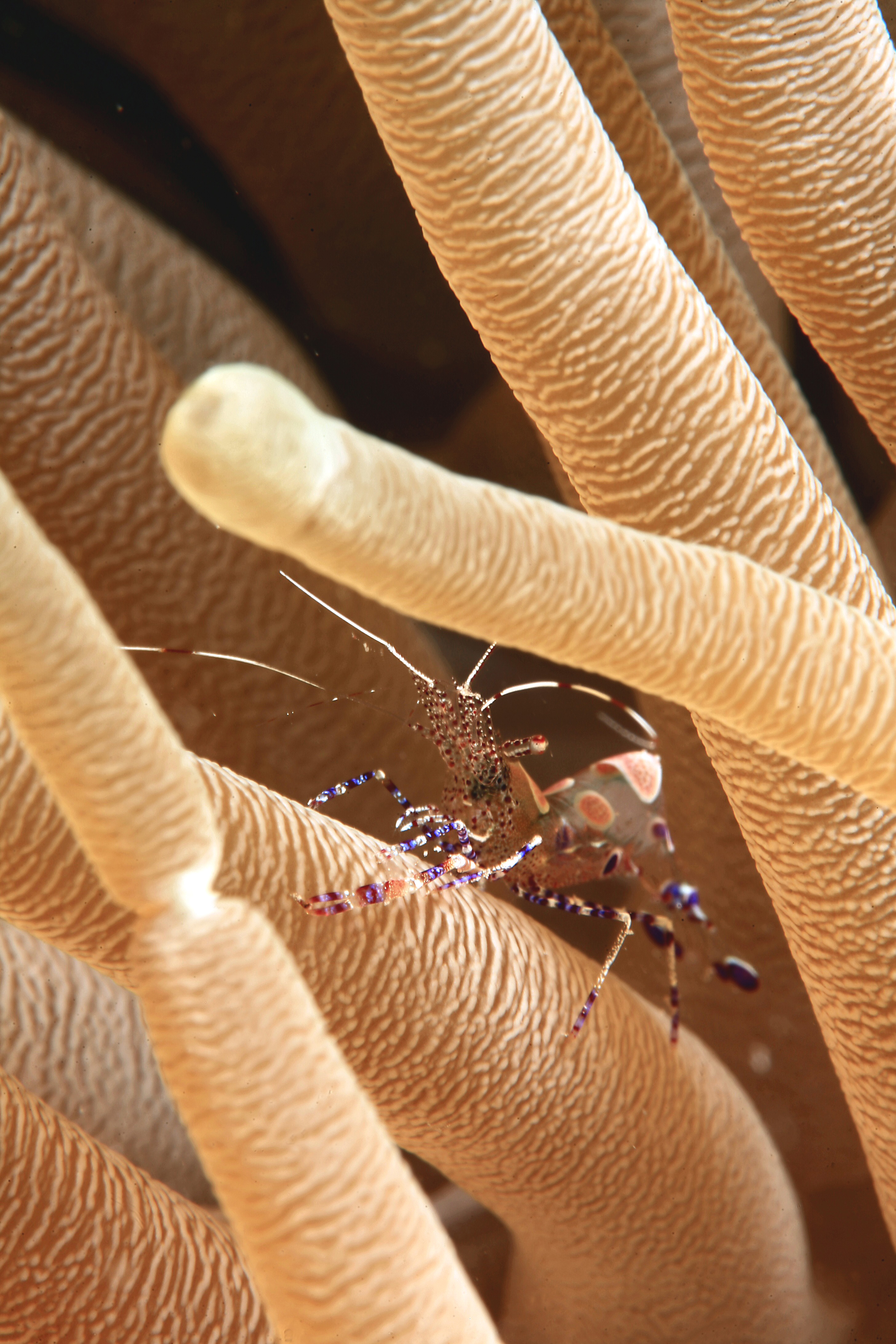
Periclimenes yucatanicus en C. gigantea

## Morfología
Su cuerpo es cilíndrico. Su extremo basal es un disco plano que funciona como pie, el disco pedal, y su extremo apical es el disco oral, el cual tiene la boca en el centro, y alrededor tentáculos compuestos de cnidocitos, células urticantes provistas de neurotoxinas paralizantes en respuesta al contacto. La anémona utiliza este mecanismo para evadir enemigos o permitirle ingerir presas más fácilmente hacia la cavidad gastrovascular. 
Su aspecto es carnoso y sus tentáculos presentan una coloración variada, que puede ir desde el rosado o púrpura hasta el dorado, blanco, gris, verde o melocotón. Las puntas de sus tentáculos suelen ser de un color diferente, con combinaciones de los colores citados. 
Se desconoce la edad que pueden alcanzar, aunque se reportan datos de ejemplares en cautividad que han superado los 80 años.

## Hábitat
Interior de arrecife, generalmente en aguas someras. En superficies rocosas y en lagunas. En profundidades de 0 a 50 m, y en un rango de temperaturas de 17.61 a 27.78 °C. Se encuentran solas o en pequeños grupos.
Habitan en el océano Atlántico incluido el mar Mediterráneo, y en el Indo-Pacífico.

## Alimentación
Como la mayoría de las anémonas marinas posee algas simbiontes, llamadas zooxantelas.  Las algas realizan la fotosíntesis produciendo oxígeno y azúcares, que son aprovechados por las anémonas, y se alimentan de los catabolitos de la anémona (especialmente fósforo y nitrógeno). No obstante, las anémonas se alimentan tanto de los productos que generan estas algas, entre un 75 y un 90 %, como de las presas de zooplancton o peces, que capturan con sus tentáculos.

## Reproducción
Como casi todas las anémonas, se puede reproducir tanto asexualmente,  partiéndose por la mitad de su boca y generando un clon, como sexualmente, produciendo una larva plánula que, una vez en el fondo marino, desarrolla un disco pedal y crece hasta conformar una nueva anémona.

## Galería

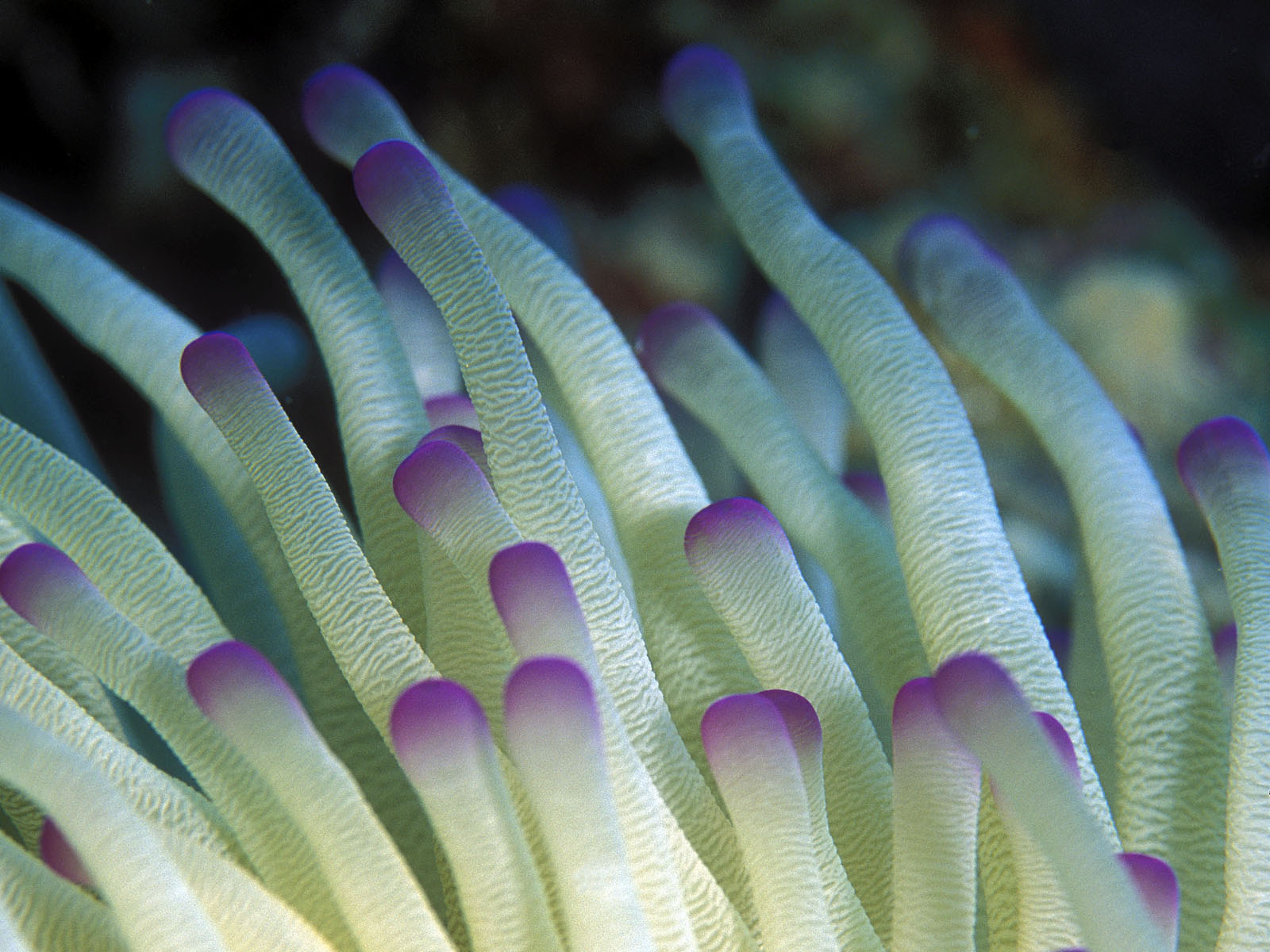
Tentáculos de la Condylactis gigantea
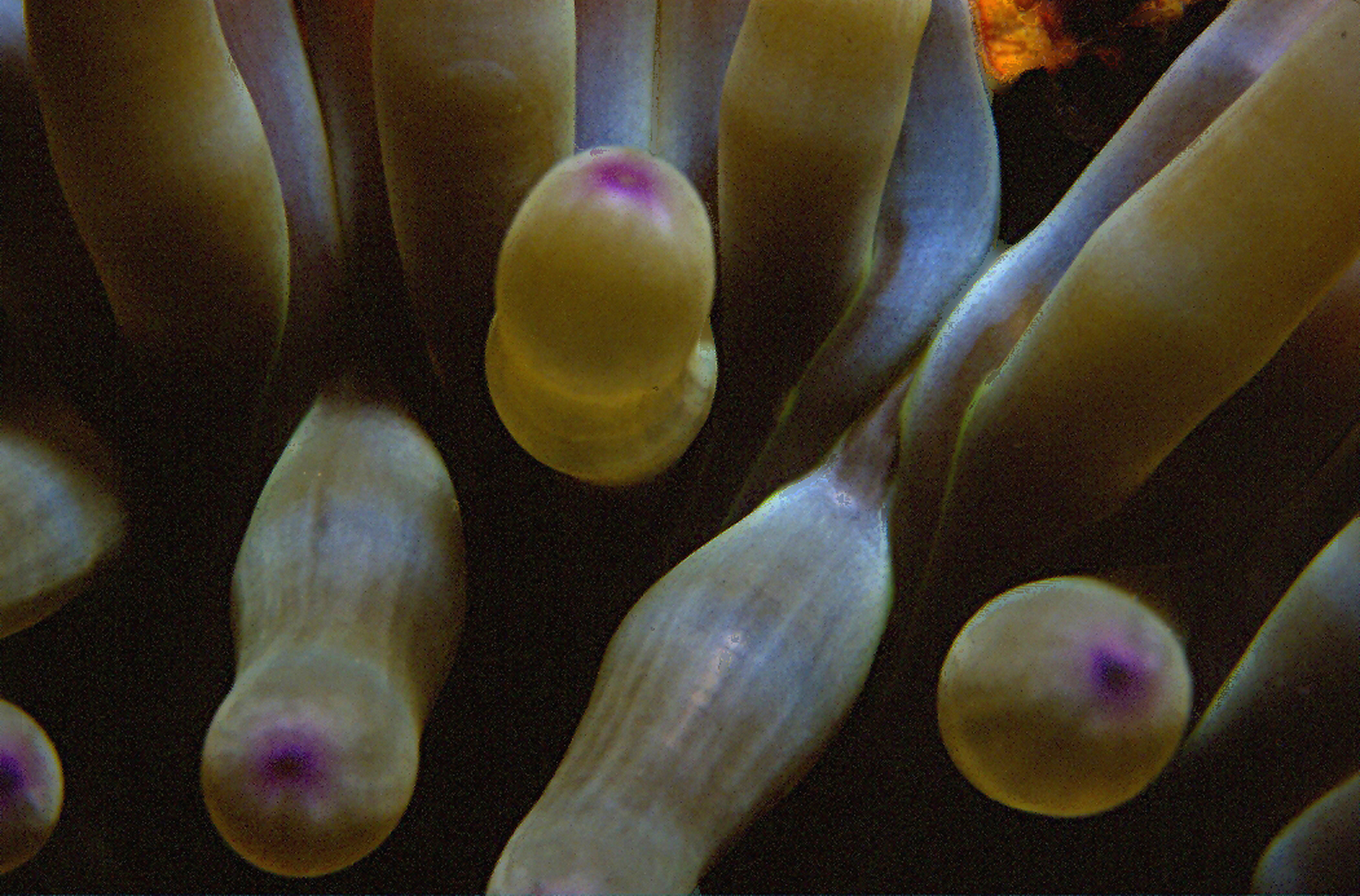
Tentáculos de la Condylactis aurantiaca
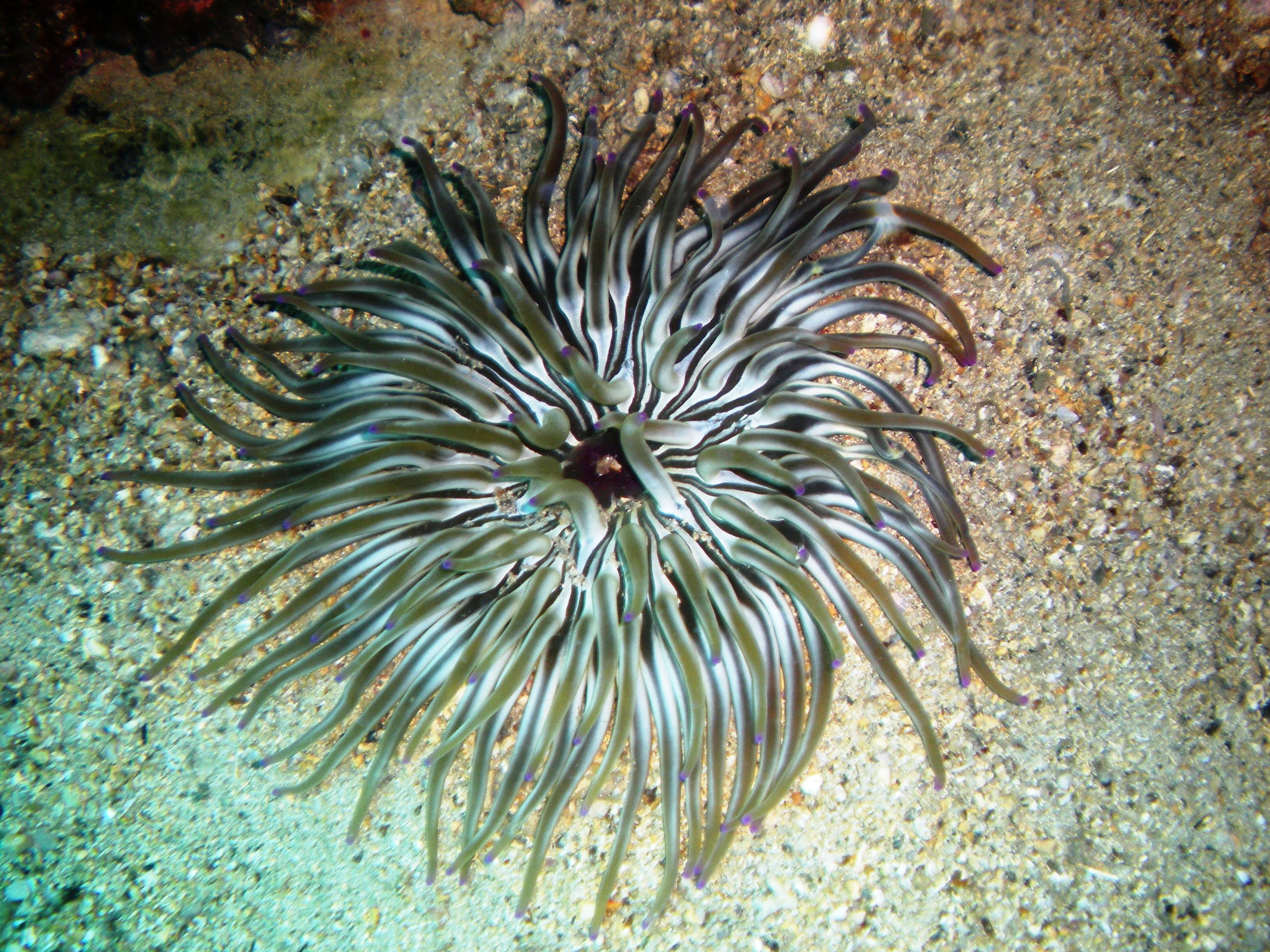
Condylactis aurantiaca en el Mediterráneo
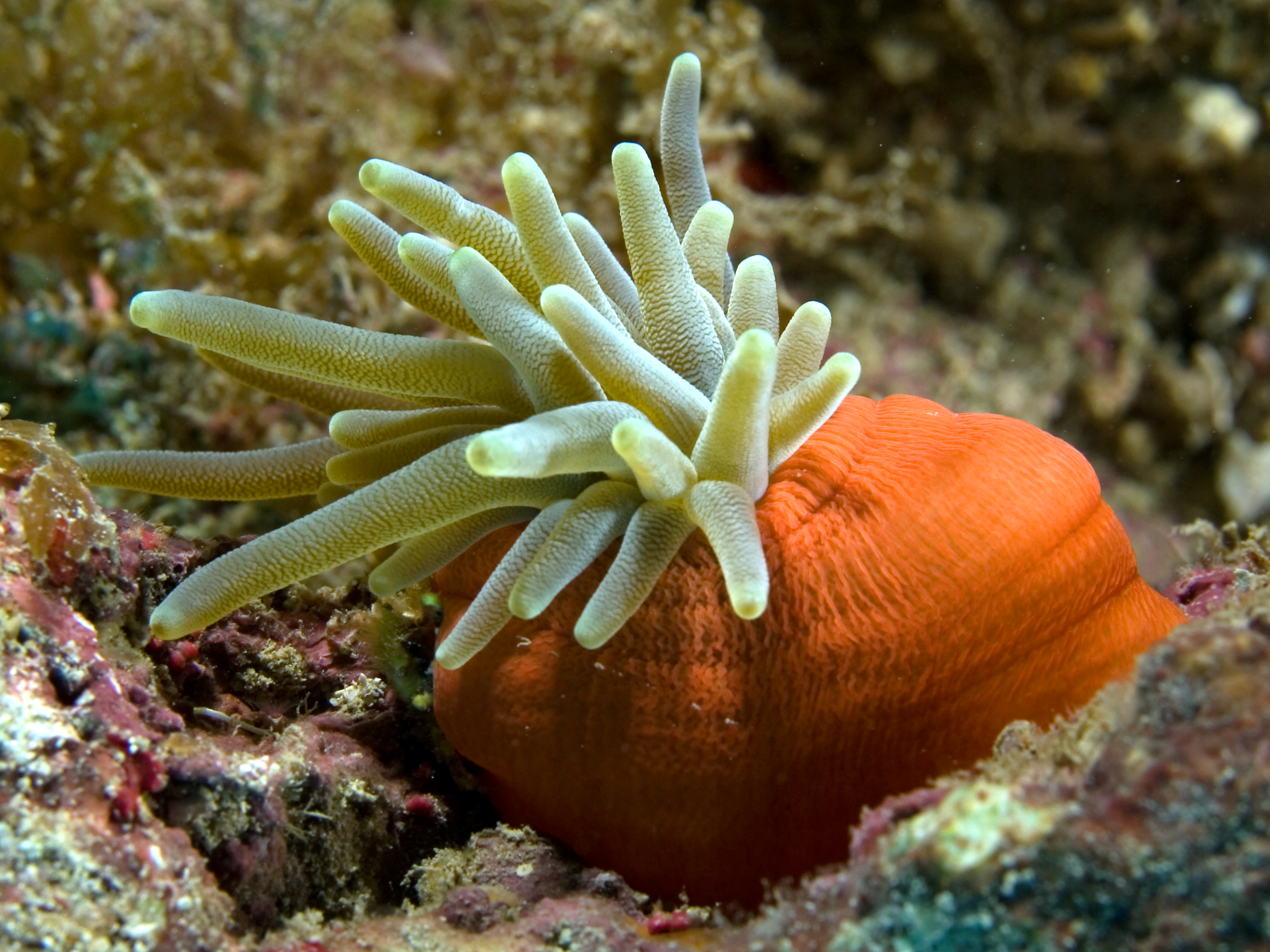
Condylactis gigantea
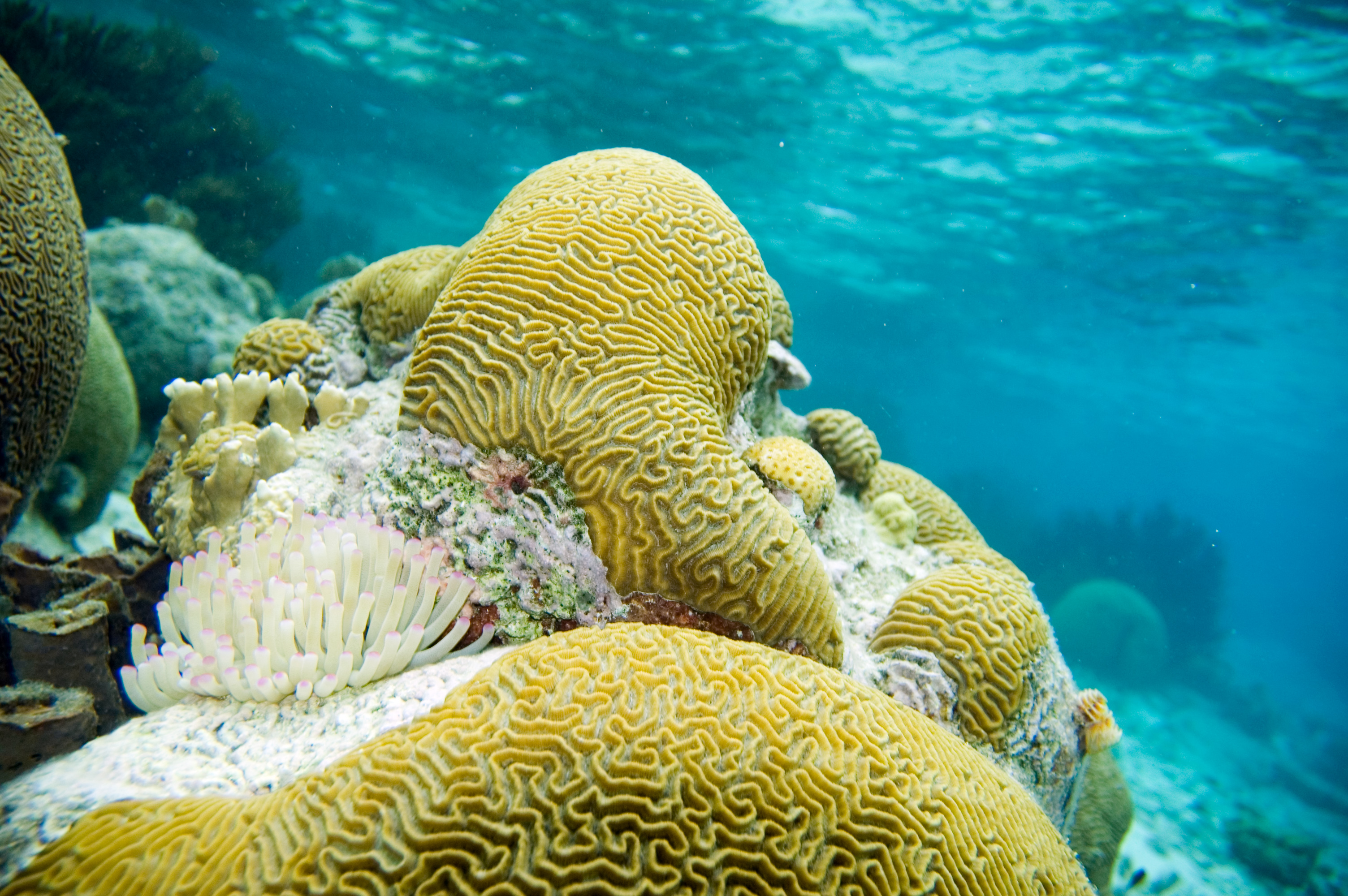
C. gigantea entre colonias de Pseudodiploria strigosa, Bonaire
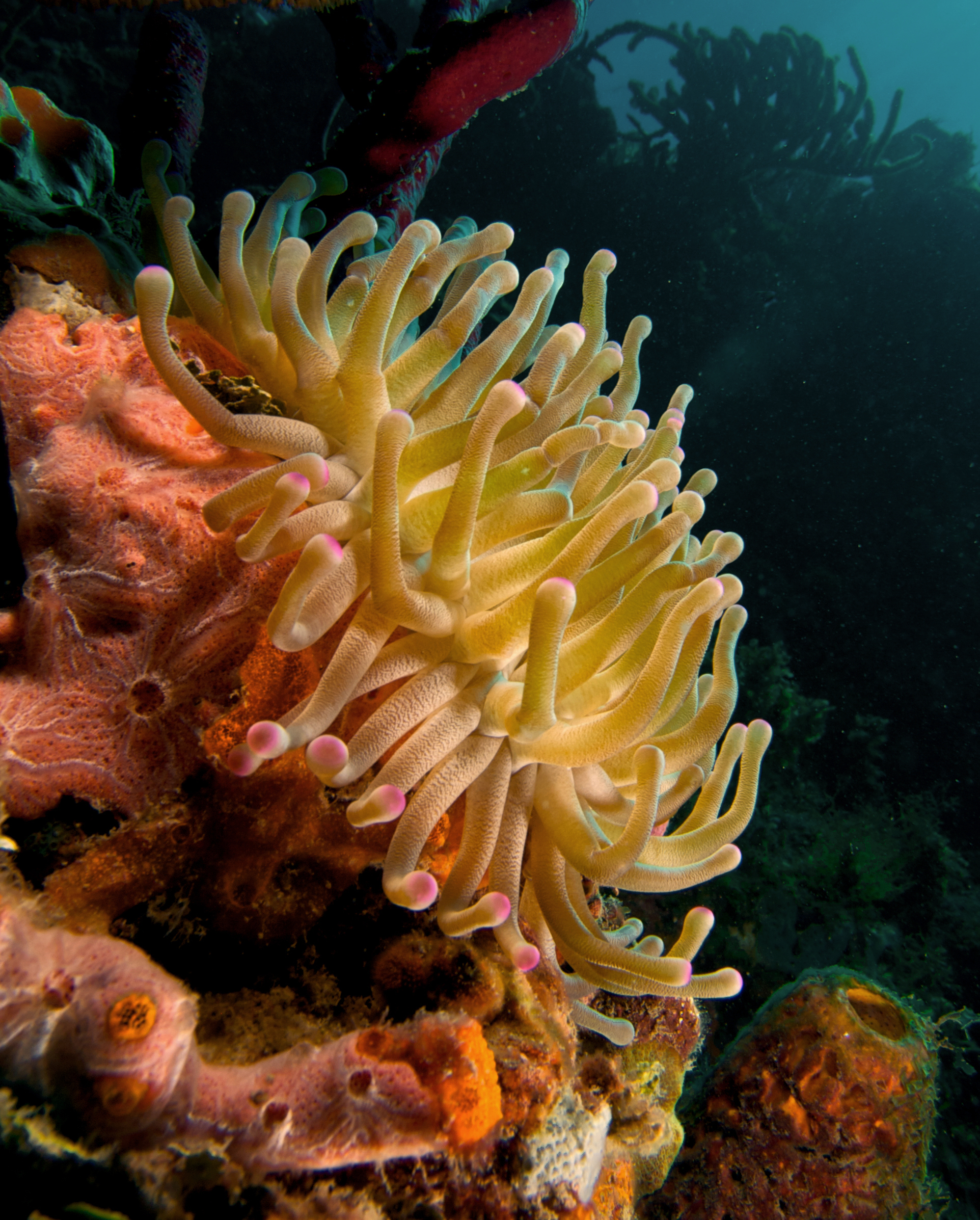
C. gigantea, variación amarilla con puntas rosa, Haití
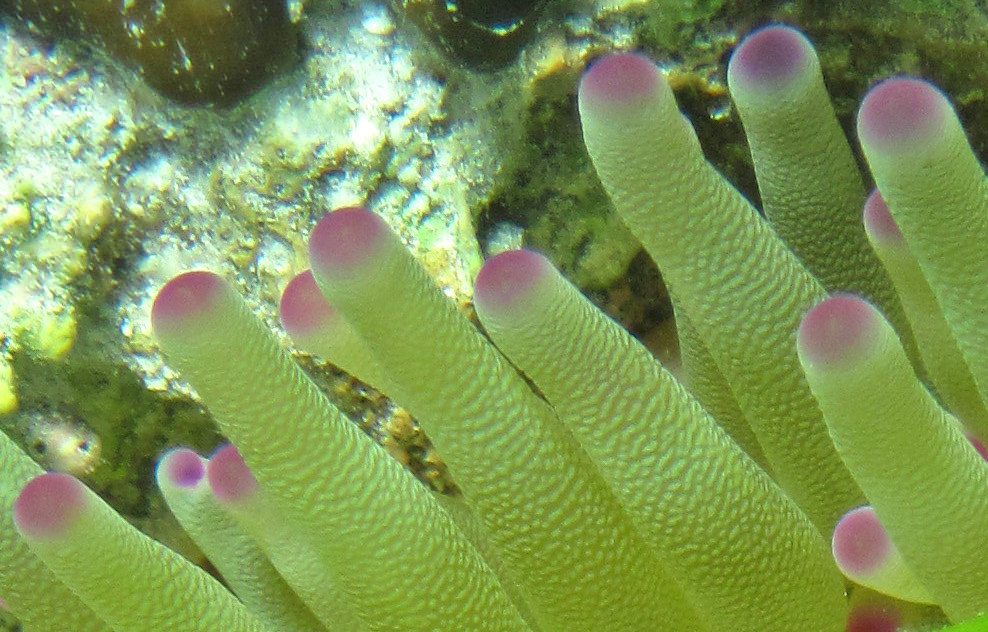
C. gigantea, variación verde con puntas púrpura